# Comuna de Pokój
Pokój (polaco: Gmina Pokój) é uma gminy (comuna) na Polónia, na voivodia de Opole e no condado de Namysłowski. A sede do condado é a cidade de Pokój.
De acordo com os censos de 2004, a comuna tem 5584 habitantes, com uma densidade 42 hab/km².

## Área
Estende-se por uma área de 132,97 km², incluindo:
- área agricola: 41%
- área florestal: 49%

## Demografia
Dados de 30 de Junho 2004:
|                      | Total   | Total | Mulheres | Mulheres | Homens  | Homens |
| -------------------- | ------- | ----- | -------- | -------- | ------- | ------ |
|                      | pessoas | %     | pessoas  | %        | pessoas | %      |
| População            | 5584    | 100   | 2835     | 50,8     | 2749    | 49,2   |
| Densidade (pop./km²) | 42      | 100   | 21,3     | 21,3     | 20,7    | 20,7   |

De acordo com dados de 2002, o rendimento médio per capita ascendia a 1174,22 zł.

## Subdivisões
- Dąbrówka Dolna, Domaradz, Domaradzka Kuźnia, Fałkowice,  Kopalina, Krogulna, Krzywa Góra, Lubnów, Ładza, Pokój, Siedlice, Zawiść, Zieleniec.

## Comunas vizinhas
- Dobrzeń Wielki, Domaszowice, Murów, Popielów, Świerczów, Wołczyn